# Kirkland’s
Kirkland's Inc. ist eine US-amerikanische Handelskette mit Sitz in Brentwood, Tennessee. Die Kette verkauft speziell Dekoration, Möbel, Textilien, Accessoires und Geschenke und betreibt 428 Läden in 37 Bundesstaaten der USA. (Stand: Februar 2019)

## Geschichte
Kirkland's wurde 1966 von Carl Kirkland und Robert Kirkland in Jackson, Tennessee gegründet. Damals verkauften sie hauptsächlich Wohnaccessoires und Geschenke.

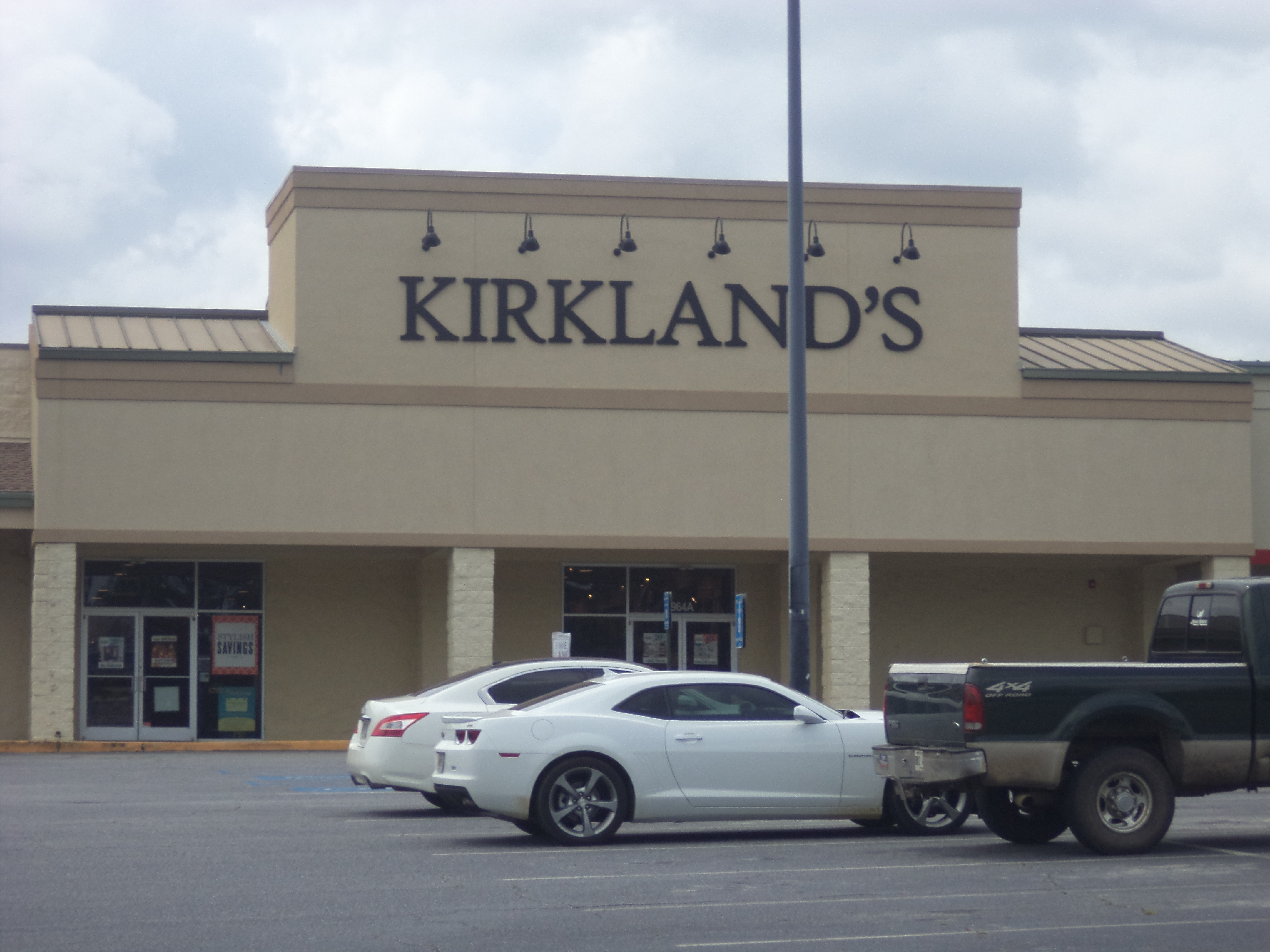
Kirkland's Laden in Valdosta, Georgia

Im September 2018 gab Kirkland's bekannt, Steve Woodward als neuen CEO zu benennen und somit Mike Cairnes zu ersetzen.
Heute ist das Unternehmen in weiten Teilen der USA tätig, 2018 verbuchten sie einen Umsatz von 647 Mio. USD.

### Börsengang
Am 11. Juli 2002 ging Kirkland's Inc. (NYSE: „KIRK“) dann an die New Yorker Börse. Der Startpreis betrug 15 USD pro Aktie. Heute ist die Aktie auf einem Tief von 1,39 USD.

## Philanthropie
Jedes Jahr veranstaltet Kirkland's Inc. Veranstaltungen und Sonderaktionen zugunsten von Camp Charley, einem Camp für schwer kranke Kinder in Scottsville, Kentucky. Des Weiteren unterstützt Kirkland's Inc. Habitat for Humanity, American Heart Association, Make-A-Wish und BrightStone.

## Geschäftszahlen
| Jahr | Umsatz | Gewinn | Bilanzsumme | Mitarbeiter |
| ---- | ------ | ------ | ----------- | ----------- |
| 2005 | 394    | 7      | 130         | 3.877       |
| 2006 | 415    | 0      | 147         | 4.878       |
| 2007 | 447    | −0     | 151         | 4.312       |
| 2008 | 397    | −26    | 122         | 3.843       |
| 2009 | 391    | 9      | 127         | 3.455       |
| 2010 | 406    | 35     | 166         | 3.667       |
| 2011 | 415    | 26     | 195         | 3.948       |
| 2012 | 430    | 19     | 203         | 4.392       |
| 2013 | 448    | 14     | 209         | 4.866       |
| 2014 | 461    | 15     | 235         | 4.395       |
| 2015 | 508    | 18     | 260         | 6.312       |
| 2016 | 562    | 17     | 235         | 6.821       |
| 2017 | 594    | 11     | 270         | 7.900       |
| 2018 | 634    | 5      | 299         | 7.500       |
| 2019 | 647    | 4      | 277         | 7.300       |